# Дужа-Церквиця
Дужа-Церквиця (пол. Duża Cerkwica) — село в Польщі, у гміні Камень-Краєнський Семполенського повіту Куявсько-Поморського воєводства.
Населення — 354 особи (2011).
У 1975-1998 роках село належало до Бидгощського воєводства.

## Демографія
Демографічна структура станом на 31 березня 2011 року:
|          | Загалом | Допрацездатний вік | Працездатний вік | Постпрацездатний вік |
| -------- | ------- | ------------------ | ---------------- | -------------------- |
| Чоловіки | 179     | 48                 | 112              | 19                   |
| Жінки    | 175     | 40                 | 97               | 38                   |
| Разом    | 354     | 88                 | 209              | 57                   |